# برک آیسنر
برک آیسنر (انگلیسی: Breck Eisner؛ زادهٔ ۲۴ دسامبر ۱۹۷۰) یک کارگردان اهل ایالات متحده آمریکا است.